# Девширме Юнус-паша
Девширме́ Юну́с-паша́ (тур. Devşirme Yunus Paşa; ум. 13 сентября 1517 года) — великий визирь Османской империи в 1517 году, сыгравший важную роль в завоевании Селимом I Мамлюкского султаната.

## Биография
Данные о детстве и юности будущего великого визиря не сохранились. Даже национальность его не известна, хотя есть предположение, что он был албанского происхождения. По девширме мальчик попал в столицу, был обращён в ислам, получил имя Юнус и обучался в Эндеруне. После окончания дворцовой школы он стал капиджибаши (начальник дворцовой охраны), в этой должности он упоминался в казначейских реестрах, относящихся к периоду правления Баязида II. Этот пост Юнус занимал в 1501—1505 годах, а 10 сентября 1505 года сменил Хасана-агу в должности аги янычар, которую занимал пять лет. В эти годы он стал свидетелем великого землетрясения 1509 года и, вероятно, принимал участие в восстановлении Стамбула. Во время мятежа шехзаде Селима против отца Юнус был на стороне Баязида. Однако позже, когда восстал и шехзаде Ахмет, Юнус принял сторону Селима.
В мае 1511 года кади Бурсы направил ему письмо с просьбой о помощи в связи с восстанием Шахкулу. 1 сентября 1511 года Юнус стал визирем Дивана и бейлербеем Анатолии вместо Синана-паши. 12 января 1512 года, когда Синан-паша стал третьим визирем, Юнус был назначен бейлербеем Румелии. После восхождения на трон Селима Юнус сопровождал отрёкшегося (или свергнутого) Баязида в Диметоку. Однако после смерти свергнутого султана Юнус был снят с поста бейлербея Румелии, возможно, это было следствием того, что, что Юнус был на стороне Баязида в битве при Урашраде, и Селим не доверял ему полностью. Долгое время он оставался в должности бейлербея Боснии, во время битвы при Чалдыране он оставался в Румелии для обеспечения безопасности границ. 25 сентября 1515 года он захватил замок Клис. 26 апреля 1516 года Юнус был назначен визирем вместо Хадым Синана-паши, ставшего великим визирем.
Юнус-паша участвовал в кампании по завоеванию Египта. Перед битвой на Дабикском поле Юнус-паша спорил с Синаном-пашой по поводу руководства правым и левым флангами армии. После вмешательства султана Юнус возглавил левый фланг. Ему удалось договориться с эмиром Алеппо Хайр-беем, который перешёл на сторону османов. Победа в битве на Дабикском поле, где погиб мамлюкский султан Кансух аль-Гаури, дала возможность захватить всю Сирию, большинство наибов (губернаторов) которой подчинилось Селиму.
Вместе с султаном в Алеппо и Дамаске Юнус участвовал в обсуждении дальнейшего плана кампании. В Дамаске он выступал против идеи султана о походе на Каир и был среди тех, кто указывал на трудности похода через пустыню. Также он указывал на то, что Египет является протяжённым, сложным для контролирования и управления. Однако после того, как решение о походе было принято, Юнус делал всё возможное для его организации. Именно он приложил усилия для снабжения армии водой в пустыне. Он добыл 15000 верблюдов и 30000 бочек воды. В битве при Ридании Юнус командовал левым крылом центральных сил, где находился сам султан. В этой битве великий визирь Синан-паша был ранен и умер на следующий день. Затем Юнусу было поручено взять под контроль Каир. Он приложил огромные усилия, чтобы сломить стойкое сопротивление мамлюков, которое длилось три дня, сам он в боях был ранен стрелой.
После захвата и казни мамлюкского султана Туманбая, Юнус-паша был назначен бейлербеем Египта и великим визирем. Он пытался внедрить османскую систему управления. Во время визита султана в Александрию Юнус-паша оставался в Каире. Он не смог предотвратить злоупотребления некоторых государственных чиновников во время его администрации и даже защищал этих людей. Жалобы начали усиливаться по мере конфискации имущества беев мамлюков, неправомерного обращения с их семьями, давления на арабских шейхов и беспокойства из-за чрезмерных налогов. Юнус-паша пытался заменить старые обычаи мамлюков османской системой. Из-за этого было много жалоб. Проблемы, возникающие из-за невозможности объединить османские налоги с системой мамлюков вскоре привели к снятию Юнуса-паши с должности. Султан, который принял решение вернуться в Стамбул, назначил бейлербеем Египта Хайр-бея 31 августа 1517 года. Юнус был снят с должности бейлербея, но сохранил пост великого визиря. Джанберды Газали был назначен санджакбеем Иерусалима. Однако Юнус-паша не мог смириться с этой ситуацией, и решительно возражал против того, чтобы Хайр-бей стал бейлербеем. Он обвинял Джанберды Газали в смерти Синана-паши и спорил с Селимом на диване. «Мы оставили Египет», — сказал Юнус-паша и посетовал, что стоило ли тратить столько усилий для захвата Египта, чтобы потом оставить его черкесам. Султан был разгневан и велел схватить визиря. 13 сентября 1517 года Юнус был обезглавлен в лагере за пределами Каира.
Османские историки Джелалзаде и Идрис Бидлиси обвиняли Юнуса в склонности к мятежу, но это лишь усилия по оправданию его казни, как полагал турецкий историк Эмеджен.

## Семья
Женой Юнуса-паши была дочь Сельчукшах, дочери Баязида II, от её брака с Махмудом-пашой, сыном Мехмета-бея. Брак Сельчук был заключён в 1485 году. Согласно историку Эмеджену, первая запись в казначейских документах о браке Юнуса-паши и дочери Сельчукшах, Асылхан-хатун (Asılhan Hatun), была сделана 19 февраля 1502 года, в то время как историк Озтюна датирует брак 1505 годом.
У Юнуса-паши был сын Мехмед-челеби. По мнению Ч. Улучая, его матерью Асылхан не была.